# Hrabstwo Norman
Hrabstwo Norman (ang. Norman County) – hrabstwo w stanie Minnesota w Stanach Zjednoczonych. Obszar całkowity hrabstwa obejmuje powierzchnię 876,73 mil2 (2 270,73 km²). Według danych z 2010 r. hrabstwo miało 6 852 mieszkańców. Hrabstwo powstało 17 lutego 1881 roku, a jego nazwa pochodzi najprawdopodobniej od licznej grupy osadników na tych terenach pochodzących z Norwegii, zwanych także Normanami.

## Sąsiednie hrabstwa
- Hrabstwo Polk (północ)
- Hrabstwo Mahnomen (wschód)
- Hrabstwo Becker (południowy wschód)
- Hrabstwo Clay (południe)
- Hrabstwo Cass (Dakota Północna) (zachód)
- Hrabstwo Traill (Dakota Północna) (północny zachód)

## Miasta
- Ada
- Borup
- Gary
- Halstad
- Hendrum
- Perley
- Shelly
- Twin Valley